# James P. Lynch
James P. Lynch (* 1949 in Hartford, Connecticut) ist ein US-amerikanischer Soziologe und Kriminologe. Er ist Professor an der University of Maryland, College Park, und amtierte 2019 als Präsident der American Society of Criminology (ASC). Vorher war er, während der US-Präsidentschaft Barack Obamas, Direktor des Bureau of Justice Statistics (BJS) im Justizministerium der Vereinigten Staaten.
Lynch studierte Soziologie und machte den Bachelor-Abschluss an der Wesleyan University, das Master-Examen und die Promotion zum Ph.D. an der University of Chicago. Bevor er an das BJS berufen wurde, lehrte er als Kriminologie-Professor an der City University of New York und der American University in Washington, D.C.